# Vita nova

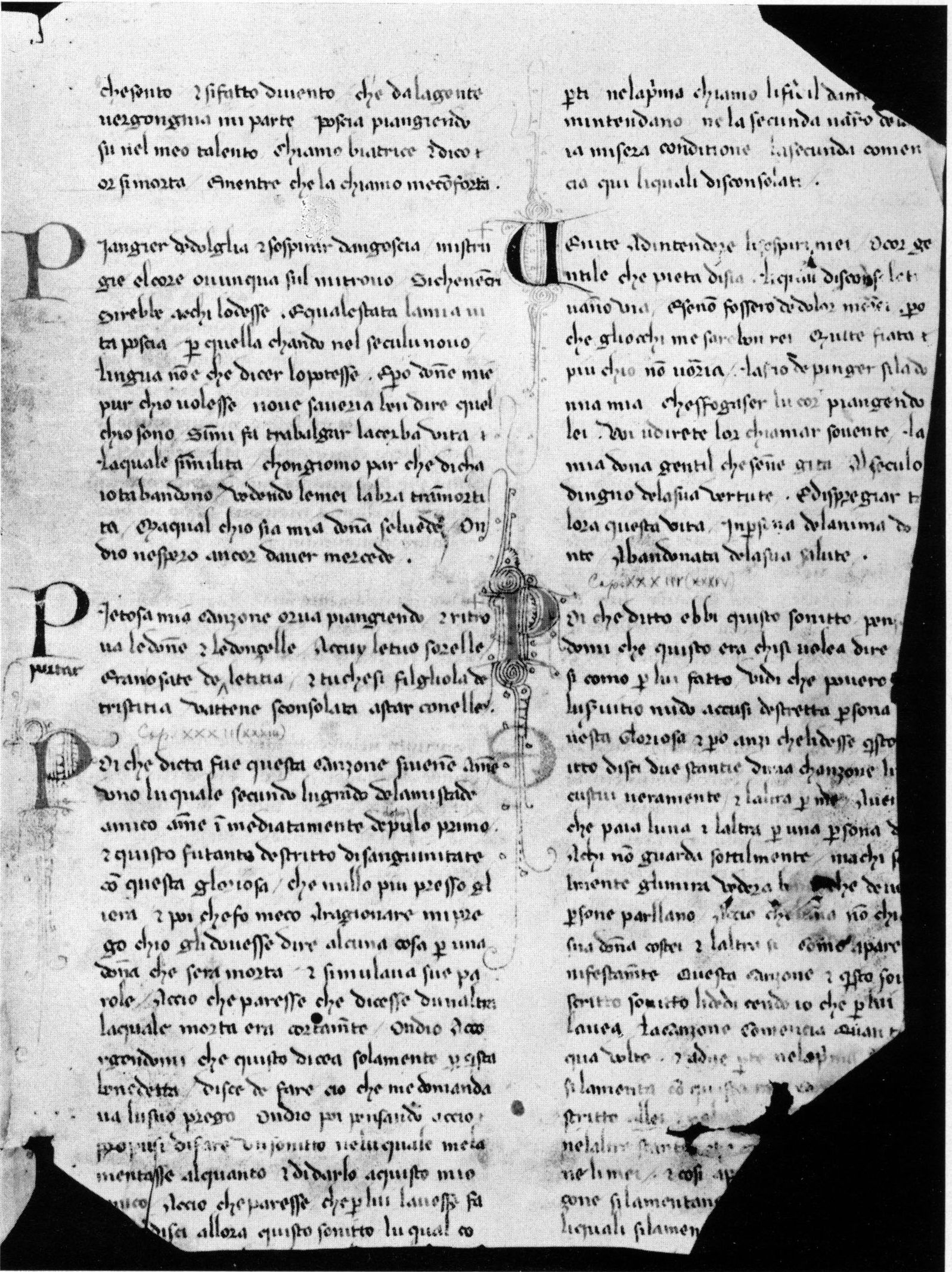
Dante, Vita nuova, hier: XXXI 14 – XXXIII 4, in einer der ältesten Handschriften (wohl zweites Viertel des 14. Jahrhunderts): Trespiano (Florenz), Carmelo di S. Maria degli Angeli, Fragment ohne Signatur, fol. 2r

In seinem Jugendwerk Vita nova (neuere Schreibung: Vita nuova, auch La vita nuova; deutsch Neues Leben bzw. Das neue Leben) schildert Dante Alighieri seine Liebe zu Beatrice, die sein Leben erneuert habe. Das Prosawerk entstand in den Jahren bis 1293, der erste Druck erschien 1576.
In dem schmalen Bändchen entwickelt Dante in der Tradition der mittelalterlichen Minnedichtung die Geschichte seiner großen Liebe. Der Begriff „neu“ hat dabei eine vielfache Bedeutung, verweist sowohl auf die Jugend der Liebenden als auch auf die erneuernde Kraft der Liebe, weiterhin auf den neuen Stil. Der historische Hintergrund der Geschichte ist umstritten. Der Text besteht aus einem erzählenden Kommentar, der eine Reihe von Sonetten und Kanzonen verbindet.

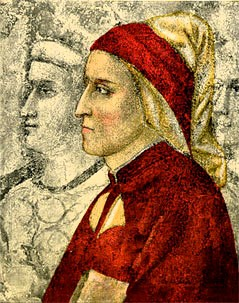
Dante Alighieri, Fresko in der Bargello-Kapelle, Giotto zugeschrieben

## Aufbau und Poetik
42 kurze Kapitel verbinden durch die in Prosa erzählte Geschichte von Dantes großer Liebe zu Beatrice 25 Sonette, eine Ballade und vier Kanzonen. In Kommentaren werden Schreibanlass und Inhalt der Gedichte erläutert. Die Vita Nova hat eine Rahmenstruktur. Steht am Anfang die Begegnung der kindlichen Liebenden, so erscheint ihm die Geliebte am Ende erneut in einer Vision in Gestalt und Kleidung der ersten Begegnung.
Neben der eigentlichen Liebesgeschichte enthält das Werk eine Reihe von Reflexionen über das Schreiben und Dichten in der toskanischen Sprache. Die bewusste Entscheidung für die Volkssprache erscheint als Hinwendung zu einer Sprache der Liebe, da das Verstehen lateinischer Verse für die verehrten Frauen mühevoll sei.
Dantes „Neues Leben“ erscheint als prägendes Dokument eines neuen Stils, des „dolce stil nuovo“ (= süßer neuer Stil), der sich von Quellen höfischer Minnelyrik und klassischer Dichtung abgrenzt. Er ist eine bedeutende literarische Bewegung mit ihrem Anfang am Ende des 13. Jahrhunderts bei Guido Guinizelli und wurde von Dante selbst so benannt. Entstanden ist sie aus der Trobadordichtung und der sizilianischen Dichterschule und ist bedeutend für die Entwicklung der italienischen Nationalsprache. Die Liebe wird überhöht dargestellt und als göttliche Kraft angesehen, begleitet von vielen Symbolen und Metaphern. Gegenüber den provenzalischen Sängern der Zeit und deren offen sinnlichen Texten erhält die Liebe im dolce stil nuovo einen metaphysisch-platonischen Zug. Die angebetete Frau ist ein von Gott gesandtes, engelsgleiches Wesen. Die Schönheit der Geliebten wird im höchsten Maße gerühmt.
Die Liebe erscheint bei Dante mystisch-religiös als Werben um den bloßen Gruß der Geliebten, die durch Schönheit und Tugend eher Zeichen göttlicher Größe denn Frau aus Fleisch und Blut ist. Vermittelt wird die spirituelle Verbindung zwischen religiösen Visionen und irdischer Liebe durch zahlenmystische Spekulationen, Träume und Erscheinungen. Der Eros als Gott der Liebe verbindet sich dabei mit der christlichen Vorstellung der Dreifaltigkeit und ptolemäischen Vorstellungen von der Ordnung der Welt.
Das Werk dokumentiert und kommentiert jedoch nicht nur die lyrische Produktion der Jugendzeit Dantes, sondern hebt sich durch die autobiographische Intention von der Literatur der Zeit ab. Dabei geht es aber nicht um die konkrete Entwicklung und Darstellung alltäglicher Ereignisse, sondern ausschließlich um die emotionale Entwicklung des Liebenden, seinen Weg durch die ritualisierte Liebesbeziehung zu spiritueller Abkehr von Trieben und alltäglichen Konflikten. Die Dante-Forschung sieht in der „Vita nuova“ nicht nur die Liebesgeschichte, sondern die Grundlage von Dantes Hauptwerk, der Divina Commedia („Göttliche Komödie“). Durch die in den Himmel entrückte Geliebte habe sich Dante berufen gefühlt, sie dort wiederzusehen.

## Inhalt

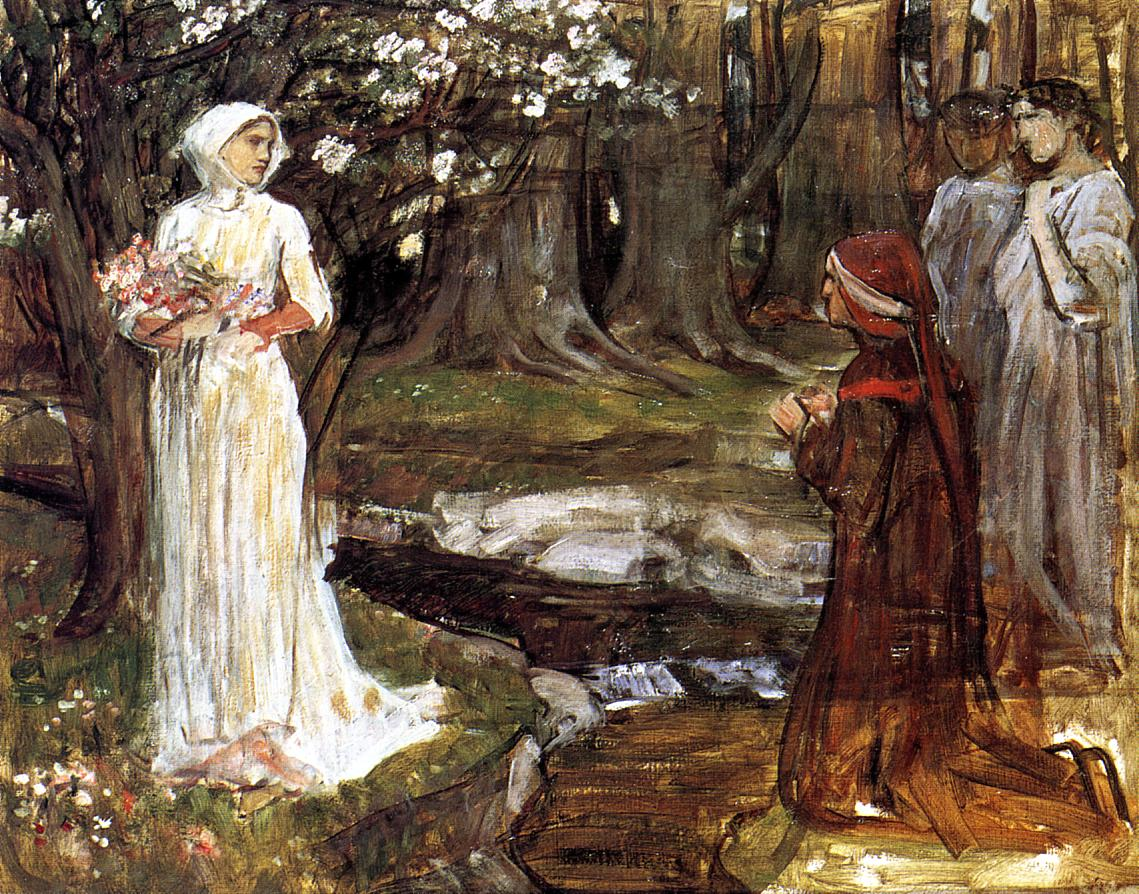
Dante und Beatrice, John William Waterhouse

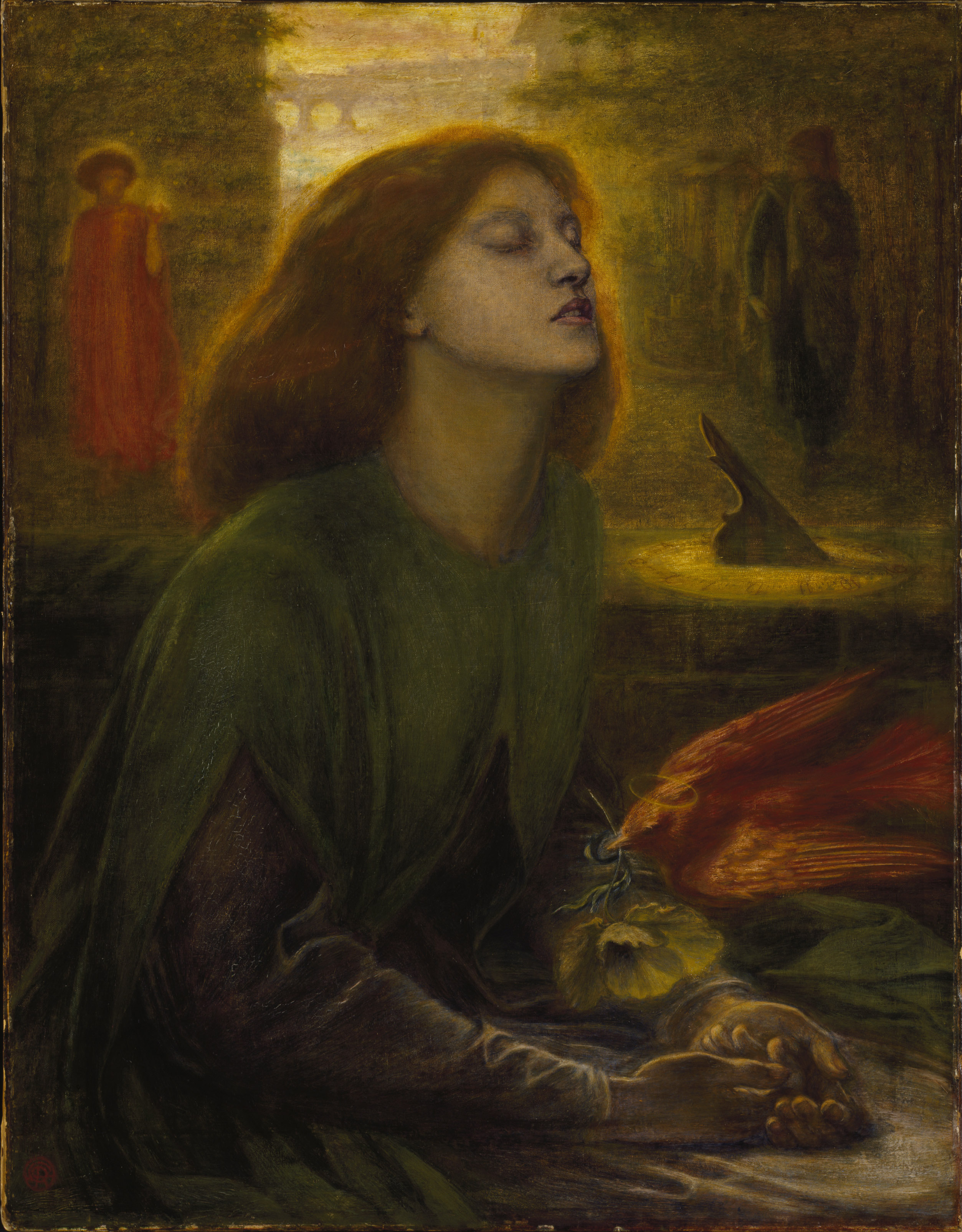
Beata Beatrix, Dante Gabriel Rossetti 1864

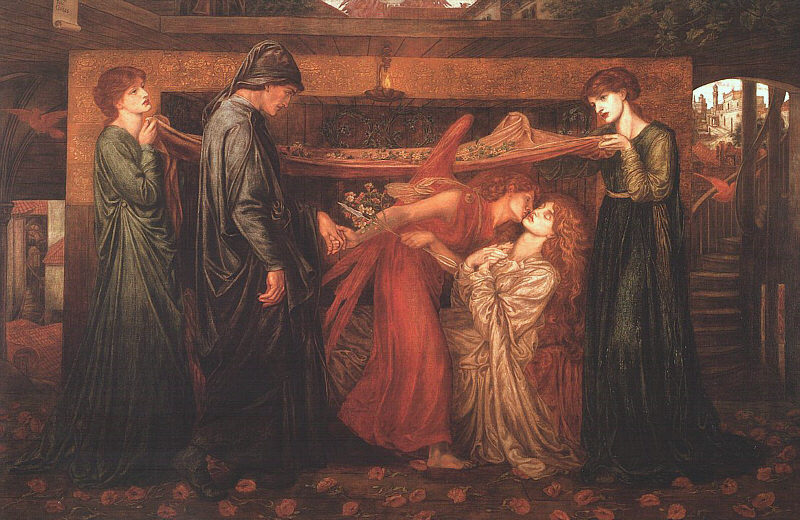
Dantes Traum beim Tode Beatrices, Dante Gabriel Rossetti 1871

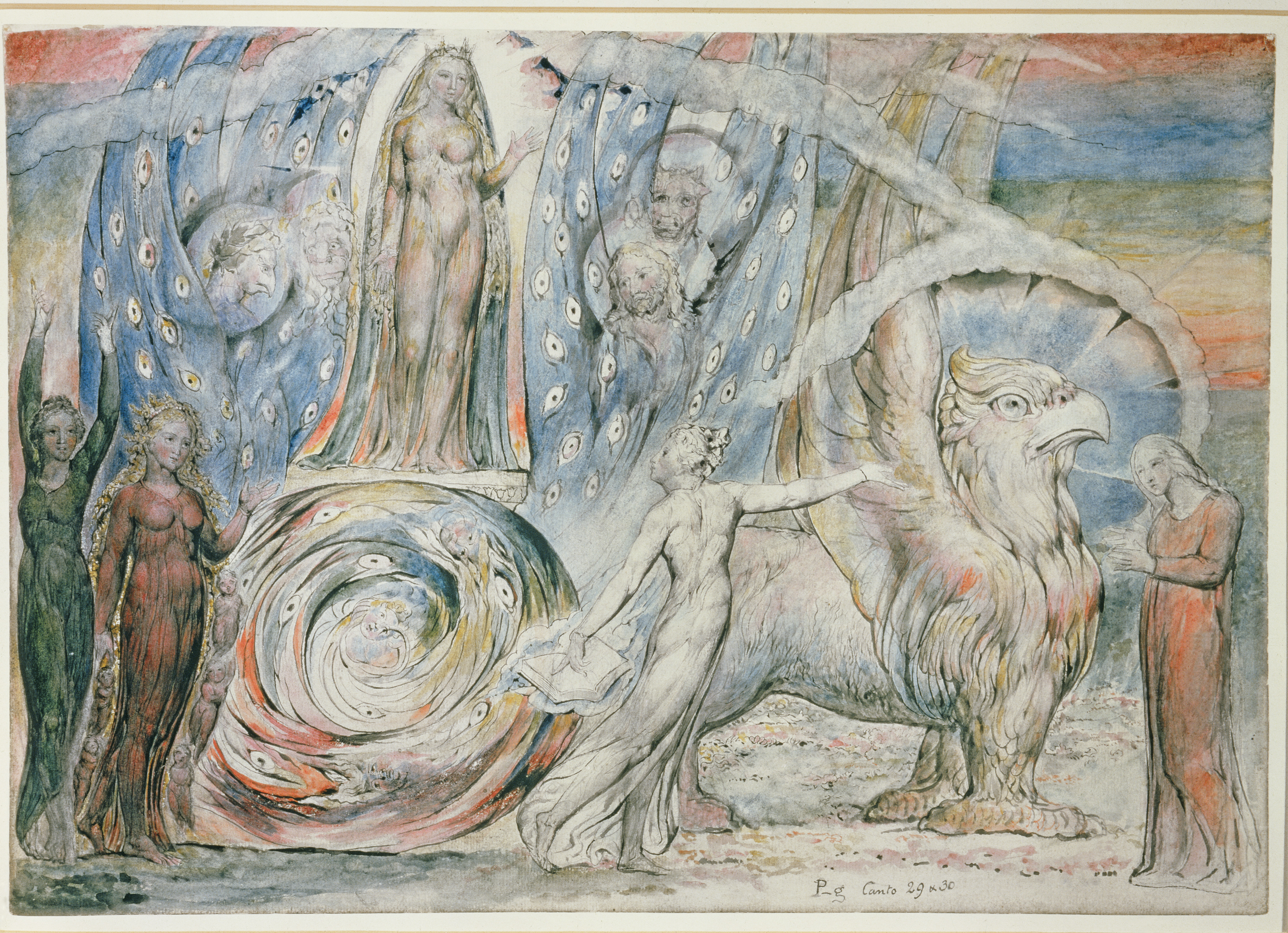
Beatrice spricht von ihrem Wagen zu Dante, William Blake

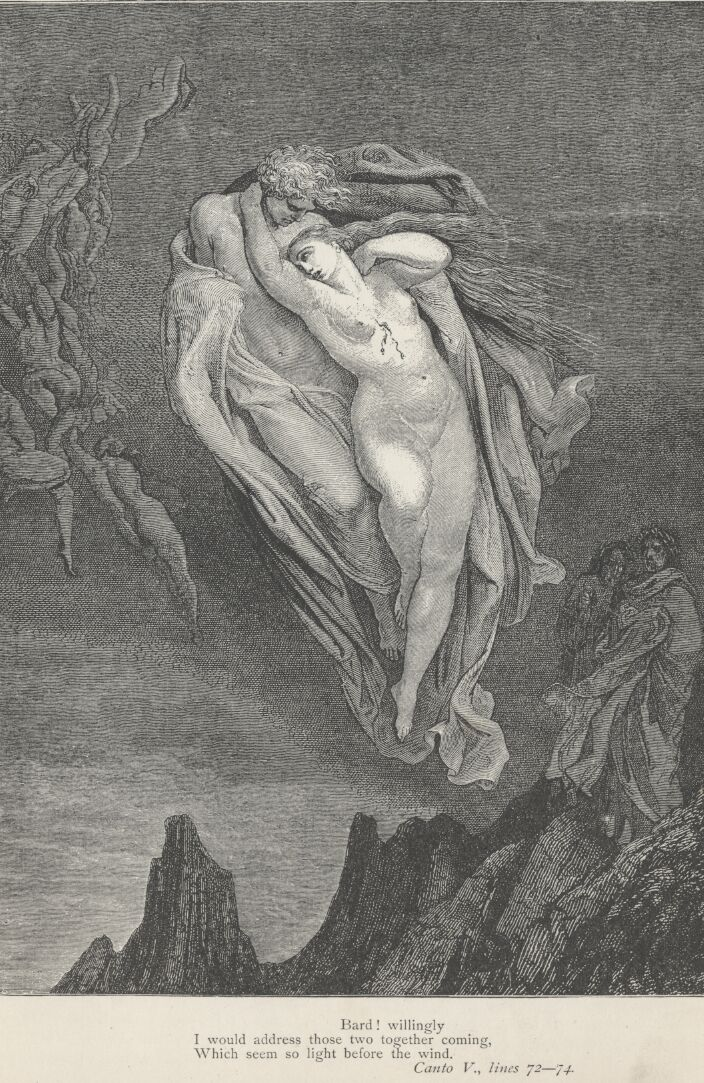
Inferno, 5. Gesang, Gustave Doré

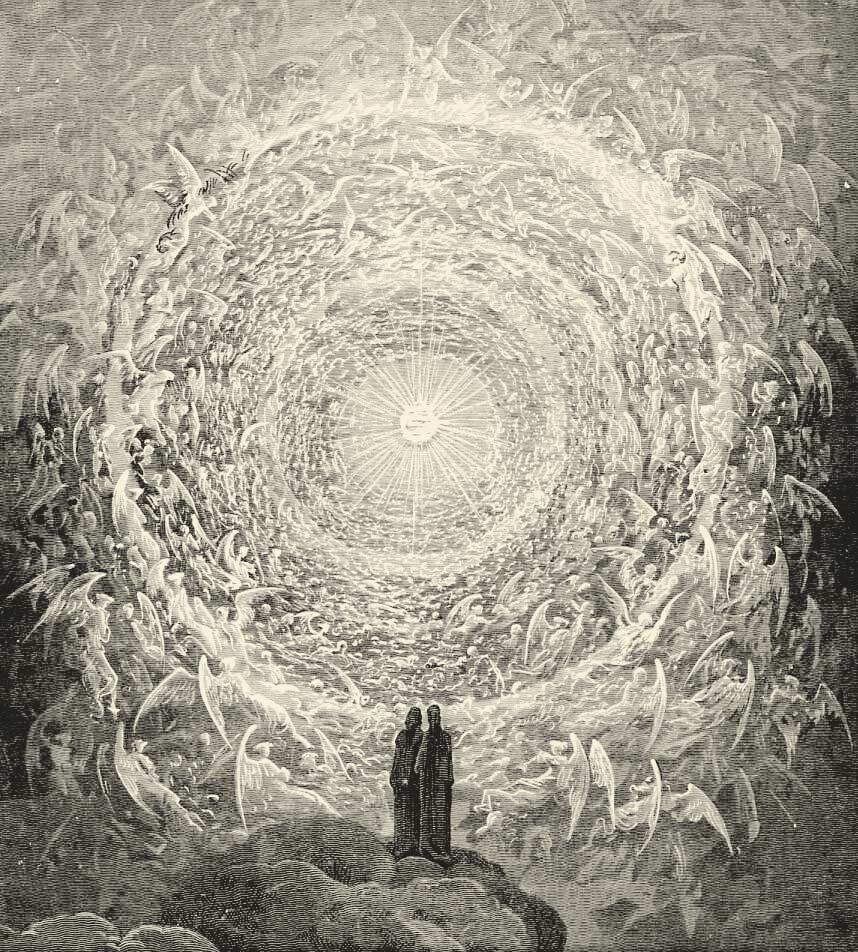
Dante und Beatrice schauen in den höchsten Himmel, Gustave Doré, Illustration zur göttlichen Komödie

Die „glorreiche Herrin seines Herzens“ erscheint Dante zum ersten Mal, als er neun Jahre alt ist. „Incipit vita nova“, überschreibt er diese Begegnung – mit der Liebe zu Beatrice beginnt ein neues Leben. Aber erst neun Jahre später, zur neunten Stunde des Tages, richtet sie zum ersten Mal das Wort an ihn. Diese Ansprache verwirrt ihn derart, dass er sich in sein Zimmer flüchtet und einschläft. Im Traum erscheint ihm nun die Gestalt seines Herrn („Ego dominus tuus“), in den Armen die nackte Beatrice, kaum verhüllt durch ein blutrotes Tuch, in der Hand das glühende Herz des Liebenden. Der Gott der Liebe bewegt die erwachende Beatrice, das Herz des Liebenden zu essen. Der Traum endet mit einer Vorausdeutung auf Beatrices Tod: Weinend entschwebt der Gott mit Beatrice in den Himmel. Nach dem Erwachen fasst Dante seinen Traum in ein Sonett, das er seinen Freunden vorträgt, den Namen der Geliebten verheimlicht er jedoch.
Der Herr der Liebe
(Übersetzung von Richard Dehmel)
An Jeden, der mit edlem Geist dem Bunde
der Himmelsmächte dient in Erdentalen
und willig dartut, was sie anbefahlen,
ergeht vom Geist der Liebe meine Kunde.
Es war zur Nacht und schon die vierte Stunde,
da sah ich plötzlich Alles um mich strahlen
und vor mir stand der Herr der Liebesqualen,
sein Blick entsetzte mich bis tief zum Grunde.
Erst schien er fröhlich. In der Hand, der einen,
hielt er mein Herz; auf seinem Arm indessen
schlief meine Herrin, blaß, in rotem Leinen.
Er weckte sie, und ließ sie von dem kleinen
und völlig glühenden Herzen schüchtern essen.
Darauf entwich er mir mit lautem Weinen.
Die Liebe zu Beatrice beginnt seine Gesundheit zu untergraben. Als nun alle Welt sich für die Identität der Geliebten zu interessieren beginnt, die ihn derart unglücklich macht, nutzt er einen Zufall, um die Liebe zu einer anderen Edelfrau (donna dello schermo) vorzutäuschen. Das Verheimlichen der wahren Geliebten wird zu einem wichtigen Motiv. Auf einer Reise erscheint ihm erneut der Gott der Liebe und empfiehlt ihm eine neue Herzensdame, als die Edelfrau wegzieht.
Zum Problem wird diese Tarnung, als Beatrice von der Verehrung Dantes für die anderen Frauen erfährt und ihm deshalb den Gruß verweigert. Aus Verzweiflung über den Verlust des Grußes, dem Ziel und Sinn seiner Liebe, zieht er sich in die Einsamkeit zurück, wo ihm der Gott der Liebe erneut erscheint und ihm gebietet, das Versteckspiel aufzugeben und sich seiner Beatrice in Versen zu offenbaren.
Die Liebe zu Beatrice bleibt jedoch ideell, unerfüllt. Auch an der Trauer Beatrices um ihren verstorbenen Vater nimmt er nur von ferne teil. Erneut erkrankt der Liebende und sieht in einer Vision den eigenen Tod, dann aber den der Geliebten voraus. Das Bild der von Engeln ins Paradies geführten Geliebten weckt in ihm die Todessehnsucht („Komm, süßer Tod“) als einziger Weg, mit ihr vereint zu sein.
Dante reflektiert Bedeutung und Form der Liebesdichtung in der toskanischen Sprache (Kapitel 25). Die Liebe zu einer Frau, die des Lateinischen (grammatica) nicht mächtig gewesen sei, habe die Dichter motiviert, sich der Alltagssprache (volgare) zu bedienen. Dabei sieht er den Einsatz literarischer Mittel (Verlebendigung von toten und irrealen Dingen, „rhetorische Zier“) dann als berechtigt an, wenn der Dichter in der Lage sei die Bedeutung dieser Stilmittel in Prosa zu erläutern. Dante beruft sich dabei auf die Klassiker der Antike: Vergil, Lucan, Horaz, Homer und Ovid. Dantes strenges Verdikt gilt dem Einsatz rhetorischen Schmucks ohne erklärbaren Sinn.
Die Schönheit Beatrices beginnt auch andere zu faszinieren. Sie wird zum Zeugnis der Größe Gottes, der solche Wesen schuf. Durch ihre Tugend erzeugt sie keinen Neid, sondern bewirkt Bescheidenheit.
Den Tod Beatrices, den er nicht schildern will, stellt Dante wie ihre erste Begegnung unter das mystische Zeichen der Zahl Neun. Er bemerkt, dass Beatrice am neunten Tag nach der in Arabien üblichen Zeitrechnung, nach syrischer Zeitrechnung im neunten Monat des Jahres und nach unserer Zeitrechnung in dem Jahr, in dem die vollkommene Zahl Zehn neunmal vollendet wurde, gestorben ist. Je nach Rechenweise wird Beatrices Todesdatum als 17. Juni 1290 oder 8. Juni 1290 angegeben, stellenweise auch als 12. Juni 1290 oder 9. Juni 1290, jedoch ohne Angaben zur Vorgehensweise.
Dante nimmt Bezug auf das Ptolemäische Weltbild und dessen neun Himmel, die Beziehung Beatrices zur Neun zeige an, dass bei ihrer Geburt die neun Himmel in bester Konstellation zueinander gestanden hätten. Beatrice sei, gleichnishaft gesprochen, selber die Neun, deren Wurzel die heilige Dreifaltigkeit sei. Gott habe Beatrice zu sich genommen, da die Erde voll des Bösen und kein Ort für ein solches Wesen sei.
Beatrices Tod führt bei Dante zu Todessehnsucht und Verachtung des Lebens. Er ruft den Tod, um sie im Himmel zu sehen, als Liebeslicht, das selbst die Engel staunen lässt. Das Mitleid einer jungen Frau (donna gentile) für seine Trauer lässt Liebe zu dieser in Dante erwachen, was er als Verrat empfindet. In einer Vision erscheint ihm „eines Tages um die neunte Stunde“ Beatrice in der kindlichen Gestalt, in dem sie ihm zuerst begegnet war, was alle Wünsche nach neuer Liebe beendet. Das Buch endet mit einer erneuten Vision. Diese lässt ihn aufhören, über Beatrice zu sprechen, bis er es auf bessere Weise kann. Danach will er streben und hofft in weiter Zukunft in neuer Weise über Beatrice sprechen zu können, so wie noch nie über eine Frau gesprochen worden sei. Dieses Versprechen erfüllt er mit seinem Werk "Die Göttliche Komödie".

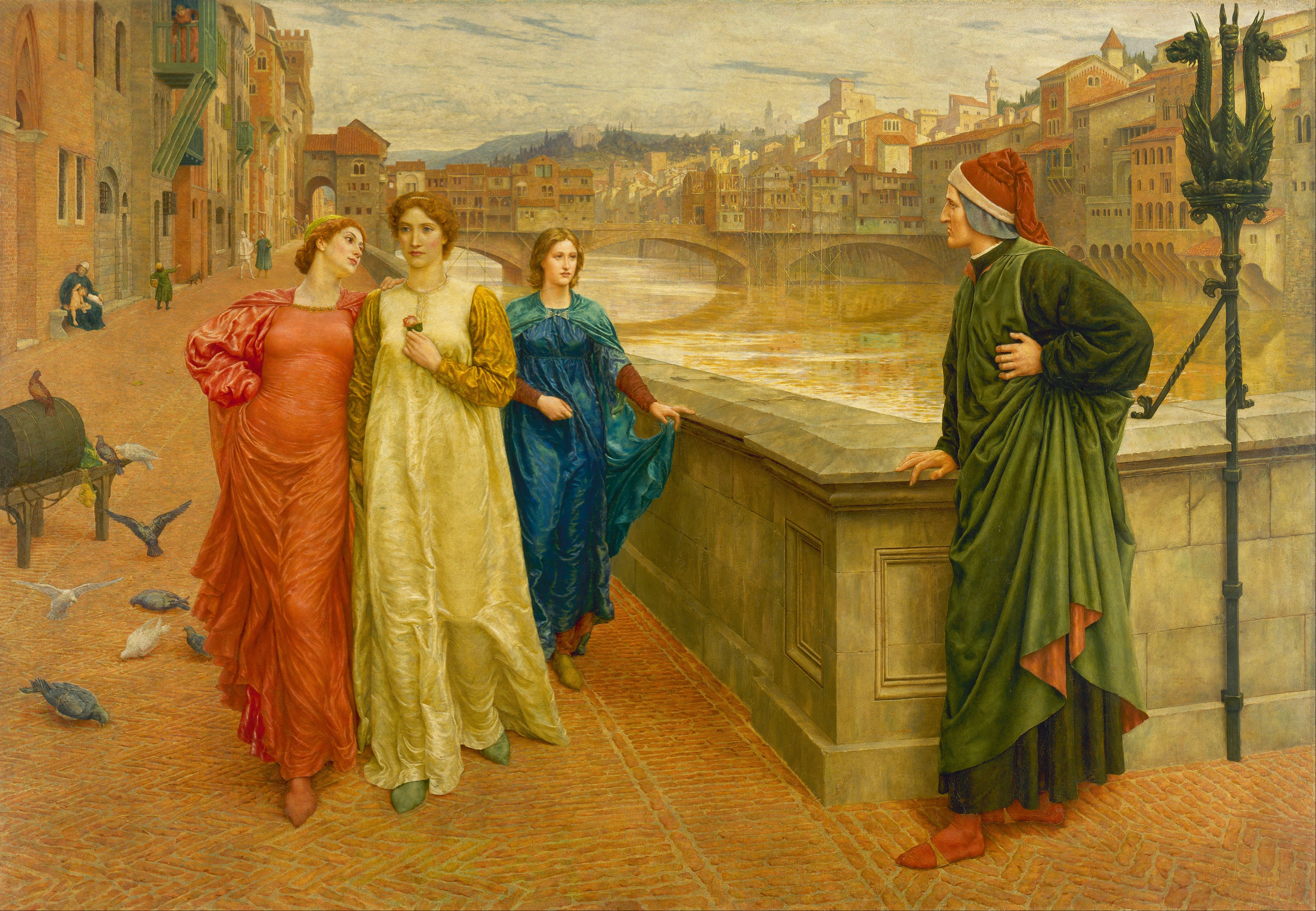
Dante und Beatrice, Henry Holiday 1883

## Rezeption

### Bertolt Brechts literarische Auseinandersetzung mit Dante
Bertolt Brecht hat in einem „Das zwölfte Sonett“ überschriebenen Gedicht mit dem später hinzugefügten Untertitel „Über die Gedichte des Dante auf die Beatrice“ die platonische Liebe Dantes literarisch kritisiert. Das Sonett gehört zu einer Gruppe von 13 Gedichten, die sich an Brechts abwesende Geliebte Margarete Steffin richten, und ist 1934 entstanden. Schon die beiden ersten Verse machen die Richtung dieser Kritik deutlich:
Noch immer über der verstaubten Gruft
In der sie liegt, die er nicht vögeln durfte
Brecht hat dieses Sonett und andere dieser Sammlung an Margarete Steffin gesandt, die diese „mit Sonetten ähnlichen Kalibers beantwortete (...). Die Literatur ersetzte den Beischlaf.“ Brechts Absicht geht aber über diese selbstironische Auseinandersetzung mit seiner biographischen Situation hinaus. Mit seiner drastischen Sprache hebt Brecht den idealisierenden Umgang mit den Klassikern auf und holt sie „auf den Boden des banalen Alltags zurück“ dies allerdings in der klassischen Form des Sonetts. Brecht-Herausgeber Jan Knopf sieht in dieser doppelbödigen Vorgehensweise eine Positionsbestimmung Brechts in der marxistischen Literaturdebatte. Gegen Georg Lukács’ Konzept des Sozialistischen Realismus', das eine Ausrichtung am klassischen Erbe forderte, habe Brecht „kritisch und kämpferisch“ mit den Klassikern umgehen wollen. Anstatt der Orientierung an den tradierten Formen habe sich Literatur an der Realität messen zu lassen.
Brechts literarische Absage an Dantes Liebeskonzept endet im 12. Sonett mit einem ironischen Transfer auf die Gegenwart:
Seit dieser schon beim bloßen Anblick sang
Gilt, was hübsch aussieht und die Straße quert
Und was nie naß wird, als begehrenswert.
Auch im Gedicht „Das dreizehnte Sonett“ setzt sich Brecht mit Dante auseinander. Trotz seiner Enthaltsamkeit erscheint Dante hier als der Autor, der die drastische Sprache des Volkes in die Dichtung eingebracht habe:
Das Wort, das du mir oft schon vorgehalten
Kommt aus dem Florentinischen, allwo
Die Scham des Weibes Fica heißt. Sie schalten
Den großen Dante schon deswegen roh
Weil er das Wort verwandte im Gedichte.
Es überrascht wenig, dass Dante weder dieses Wort noch eine italienische Entsprechung in seinen Gedichten verwandte. Was Brecht drastisch hervorheben wollte, ist Dantes Verwendung der italienischen Volkssprache.

### Dante-Motive bei Orhan Pamuk
Orhan Pamuk haben Motive aus Dantes Vita Nova literarisch inspiriert. In seinem Roman „Yeni Hayat“ (Das neue Leben) greift Pamuk zunächst Dantes Motiv des plötzlichen Wandels des gesamten Lebens auf. Bei Pamuk scheint es aber zunächst ein Buch zu sein, von dem dieser plötzliche Wandel des Helden ausgeht. Aber auch bei Pamuk ist das neue Leben gekoppelt an die Erfahrung einer überraschenden Begegnung mit einer schönen Frau, an die Begegnung mit der Architekturstudentin Canan. Wie Dantes Beatrice bei der ersten Begegnung erscheint Canan Pamuks Helden Osman im purpurnen Gewand. Auch Dantes Zahlenmystik und Farbsymbolik greift Pamuk in seinem Werk auf.

### Vertonung und Bühnenfassung
Zwischen 1901 und 1902 schrieb der deutsch-italienische Komponist Ermanno Wolf-Ferrari als sein op. 9 das Oratorium „La Vita Nuova“ über Texte aus Dantes Dichtung. Das Werk für Sopran- und Baritonsolo, Doppelchor, Knabenchor, Orgel und Orchester wurde am 21. März 1903 in München uraufgeführt.
Eine Bühnenfassung in der Inszenierung von Fred Berndt am Berliner Renaissance-Theater mit Kompositionen von Uri Rom wurde am 14. März 2010 mit Darsteller Tilo Prückner und Sopranistin Janet Williams in Leverkusen uraufgeführt.

### Pasternak
Wie Horst-Jürgen Gerigk gezeigt hat, lässt sich auch in Boris Pasternaks Roman Doktor Schiwago (1957) eine intensive Rezeption von Vita nova nachweisen.

## Kommentierte italienischsprachige Ausgaben
- La Vita Nuova. A cura di Tommaso Casini. Florenz 1962.
- Vita Nuova. Introduzione di Giorgio Petrocchi, nota al testo e commento di Marcello Ciccuto. Mailand 1984 (und Neuauflagen).

## Übersetzungen
- F. v. Oeyenhausen (Hrsg.): Das neue Leben. Leipzig 1824.
- Karl Förster (Hrsg.): Das neue Leben. Leipzig 1841.
- Karl Witte (Hrsg.): La Vita Nuova. Brockhaus, Leipzig 1876.
- Karl Federn (Hrsg.): Das neue Leben. Hendel, Halle 1897.
- Adolf Hüdinger (Hrsg.): Das neue Leben. München 1905.
- Richard Zoozmann (Hrsg.): Das neue Leben. Hesse, Leipzig 1907.
- Otto Hauser (Hrsg.): Das neue Leben. Julius Bard, Berlin 1921.
- Else Thamm (Hrsg.): Das neue Leben. Tempel-Verlag, Leipzig 1922 (italienisch, deutsch).
- Rudolf Borchardt (Hrsg.): Vita Nova. Rowohlt, Berlin 1922.
- H. Müller (Hrsg.): Vita nuova. Jena 1941.
- Hanneliese Hinderberger (Hrsg.): Das neue Leben. Basel 1947.
- Friedrich Freiherrn von Falkenhausen (Hrsg.): Neues Leben. Insel, Leipzig 1952.
- Sophie Hildebrandt (Hrsg.): Neues Leben. Böhlau, Köln/Graz 1957 (italienisch, deutsch).
- Karl Federn und Richard Zoozmann (Hrsg.): Das neue Leben. 1958 (italienisch, deutsch).
- Karl Federn (Hrsg.): Vita nuova. Fischer, Frankfurt am Main 1964 (italienisch, deutsch).
- Hanneliese Hinderberger (Hrsg.): Das neue Leben. Manesse Verlag, Zürich 1987, ISBN 3-7175-8111-2.
- Anna Coseriu und Ulrike Kunkel (Hrsg.): Vita Nova. Das neue Leben. dtv klassik, München 1988, ISBN 3-423-02199-3 (italienisch, deutsch).
- Thomas Vormbaum (Hrsg.): Das neue Leben. Berliner Wissenschafts-Verlag, Berlin 2007, ISBN 978-3-8305-1334-6 (italienisch, deutsch).
- Thomas Vormbaum (Hrsg.): Das neue Leben. Reclam, Stuttgart 2016, ISBN 978-3-15-019216-0.